# Love (Beatles-album)
A Love című Beatles-nagylemez 2006 novemberében jelent meg, később Grammy-díjat kapott.
A felvételeket George Martin és fia, Giles Martin mixelte újra. Az album Beatles-dalok újrakevert változatából áll. George Martin azt mondta: „Ha az emberek meghallgatják ezt az albumot, újra átélhetik a Beatles korszakát, varázsát, sűrített formában.”

## Az album dalai
Minden dalt John Lennon és Paul McCartney írt (Lennon–McCartney), kivéve, ahol jelölve van.
1. Because
2. Get Back
3. Glass Onion
4. Eleanor Rigby / Julia
5. I Am the Walrus
6. I Want to Hold Your Hand
7. Drive My Car / The Word / What You're Doing
8. gniK nuS (Sun King reverse)
9. Something (Harrison)
10. Being for the Benefit of Mr. Kite! / I Want You (She's So Heavy)
11. Help!
12. Blackbird/ Yesterday
13. Strawberry Fields Forever
14. Within You Without You (Harrison) / Tomorrow Never Knows
15. Lucy in the Sky with Diamonds
16. Octopus's Garden (Starr)
17. Lady Madonna
18. Here Comes the Sun / The Inner Light (Harrison)
19. Come Together / Dear Prudence / Cry Baby Cry
20. Revolution
21. Back in the USSR
22. While My Guitar Gently Weeps (Harrison)
23. A Day in the Life
24. Hey Jude
25. Sgt. Pepper's Lonely Hearts Club Band (Reprise)
26. All You Need is Love